# William Edward Ayrton

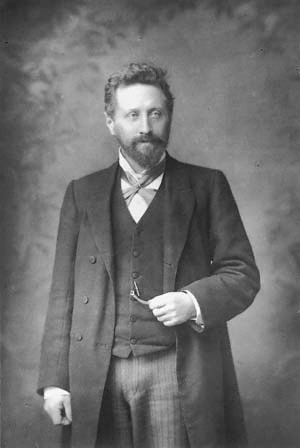
William Edward Ayrton

William Edward Ayrton (* 14. September 1847 in London; † 8. November 1908 ebenda) war ein britischer Physiker.

## Leben und Wirken
Ayrton war der Sohn des Juristen Edward Nugent Ayrton (1815–1873), sein Onkel war der Politiker Acton Smee Ayrton (1816–1886).

### Ausbildung
Ab 1859 besuchte Ayrton die University College School und konnte 1864 erfolgreich an das University College London wechseln. Dort konnte er sich bald auszeichnen und wurde 1865 und 1866 mit der Andrew Scholarship in Mathematics ausgezeichnet. Während seines Studiums verlobte er sich mit seiner Cousine Matilda (1846–1883). Für kurze Zeit ging Ayrton an die University of Glasgow, um dort bei Lord Kelvin zu studieren. Durch seine Dozenten George Carey Foster und Thomas Archer Hirst bekam Ayrton eine Anstellung bei der Kolonialverwaltung von Britisch-Indien.

### Arbeiten in Indien
Am 1. September 1868 begann er dort – in Zusammenarbeit mit dem deutschen Ingenieur Carl Louis Schwendler (1838–1882) – die Telegraphenverbindungen Britisch-Indien zu modernisieren. Anlässlich eines Urlaubs in der Heimat heiratete er am 21. Dezember 1871 in der St. Matthew's Parish Church (Bayswater) seine Cousine Matilda. Mit ihr hatte er eine Tochter, Edith (1874–1945), die spätere Feministin und Ehefrau des Schriftstellers Israel Zangwill.
An 1872 kehrte Ayrton ohne seine Ehefrau nach Britisch-Indien zurück, beendete seine Arbeit, um dann im Herbst desselben Jahres endgültig nach England zurückzukehren. Über Lord Kelvin und den Physiker William John Macquorn Rankine holte man ihn im Herbst 1873 mit einem Fünf-Jahres-Vertrag als Professor für Physik und Telegraphie an die kaiserlichen Ingenieurschule (heute Fakultät für Ingenieurwissenschaften der Universität Tokio) nach Tokio. Ihm fällt das Verdienst zu, elektrische Beleuchtung in Japan eingeführt zu haben.

### Arbeiten als Dozent und Professor in England
Im Herbst 1878 kehrte Ayrton nach England zurück und im Frühjahr 1879 berief man ihn als Dozent an das Finsbury Technical College. 1881 wurde er zum Mitglied der Royal Society gewählt. Seine Ehefrau erkrankte in dieser Zeit an Tbc und starb daran im Juli 1883.
Am 6. Mai 1885 heiratete Ayrton in zweiter Ehe Herta Marks, eine Tochter des Juweliers Levi Marks. Mit ihr hatte er eine Tochter, Barbara (1886–1950), die spätere Politikerin und Ehefrau des Schriftstellers Gerald Gould (1885–1936).
Zum Herbstanfang 1885 berief man Ayrton zum Dozenten ans City and Guilds of London Institute. Auch dort arbeitete er mit seinem Freund und Kollegen John Perry (1850–1920) zusammen; u. a. beschäftigten sie sich mit der Konstruktion von Messinstrumenten, mit der Verbesserung von Dynamomaschinen, mit elektrischen Eisenbahnen und anderen elektrotechnischen Gebieten.
Zwischen 1890 und 1892 leitete Ayrton als Präsident des Physical Society of London. 1904 fungierte er als Dean des City and Guilds of London Institutes. Über seine Tochter Edith machte er u. a. auch die Bekanntschaft von Emmeline Pankhurst und unterstützte diese 1903 bei der Gründung der Women’s Social and Political Union. Im Juni 1908 war er bei deren großen Kundgebung und Demonstration im Hyde Park dabei.
William Edward Ayrton starb am 8. November 1908 bei sich zu Hause am Norfolk Square (Hyde Park). Die Beerdigung fand am 12. November 1908 ohne kirchliches Zeremoniell auf dem Brompton Cemetery statt, nur sein Schwiegersohn Israel Zangwill hielt eine Trauerrede.

## Ehrungen
- 1901 Royal Medal der Royal Society

## Werke
- Practical Electricity. London 1881, online bei archive.org.
  - deutsch: Handbuch der praktischen Elektrizität. Costenoble, Jena 1889.